# Bee Gees
Би Џиз (енгл. Bee Gees, скраћеница „Б. Г.“ од „браћа Гиб“) били су музичка група основана 1958. Поставу групе чинили су браћа Бари, Морис и Робин. Трио је био успешан током деценија. Њихова каријера може се поделити на два различита периода: као поп група у касним 60-им и раним 70-им годинама и као диско група у касним 70-им.
Браћа Гиб рођена су на острву Ман у Великој Британији. Њихова породица преселила се у Аустралију 1958. и остала да живи тамо током наредних 8 година. Њихов први аустралијски хит из 1966 (енгл. Spicks and Specks), омогућио им је повратак у Енглеску.
Светску славу групи донела је песма „Рударска несрећа у Њујорку 1941.“ (енгл. New York Mining Disaster 1941.). Композиција је издата у априлу 1967. године и то је био први хит групе објављен у САД. Несрећа у Њујорку се заправо никада није догодила, а песма је направљена у знак сећања на трагедију у јужном Велсу 1966, када су у одрону земље заувек нестале 144 особе, међу њима 116 деце. Цео догађај је смештен у Њујорк да би се избегла било каква асоцијација са стварном несрећом и како не би повредили још свежа осећања оних који су у поменутој трагедији изгубили своје најмилије. Многи су тада били убеђени да је реч о снимку који су урадили Битлси. Истинским љубитељима „Би џиза” ова композиција и мелодије из тог периода остале су заштитни знак групе, за сва времена.
Компоновали су један од најпопуларнијих албума за филмску музику: „Грозница суботње вечери“ са 40 милиона продатих копија. На албуму се налази 8 њихових композиција од укупно 17. Међу хитовима са тог албума налазе се енгл. „Stayin' Alive“, „More than a woman“, „How deep is your love“, „Night fever“. Неке од ових композиција, налазиле су се већ припремљене за следећи албум групе, пре него што их је Роберт Стигвуд замолио почетком 1977. године да компонују за његов нови „нискобуџетни“ филм, како је он тада мислио. Више због лојалности према њему, него због вере у успех филма, они су тада пристали. Ипак, како филм, тако и албум, доживели су огроман успех. И ако се на албуму налазе и други аутори, овај албум се с правом сматра албумом групе Би Џиз.
Осим својих великих хитова, чланови групе писали су композиције и за Барбару Страјсенд, Дајану Рос, Селин Дион, „Дестинис чајлд", Доли Партон и друге.
Морис је неочекивано умро у јануару 2003. па су тада Бари и Робин пензионисали име групе после 45 година рада. Међутим, 2009. су се сложили да поново оформе групу. 
Робин Гиб умро је у Лондону 20. маја 2012. у 62. години живота, после дуже борбе са раком.